# Neromia manderensis
Neromia manderensis är en fjärilsart som beskrevs av Louis Beethoven Prout 1916. Neromia manderensis ingår i släktet Neromia och familjen mätare. Inga underarter finns listade i Catalogue of Life.